# Simfonia núm. 3 (Pärt)
La Simfonia núm. 3 va ser composta per Arvo Pärt el 1971. Es va estrenar el 21 de setembre de 1972 a la Sala de Concerts d'Estònia de Tallinn per l'Orquestra Simfònica Nacional d'Estònia amb la direcció de Neeme Järvi, a qui va ser dedicada.

## Composició
Després de compondre el seu Credo el 1968, va iniciar un període de transició on va deixar de compondre. El motiu d'aquest parèntesi creatiu va ser la constatació per part de Pärt que el seu mètode de composició musical havia estat completament desenvolupat. L'única peça important en la qual va decidir treballar va ser la Tercera Simfonia, que va sorgir just abans de la creació del seu estil Tintinnabuli únic. Durant els anys entre 1968 i la creació tant de Fratres com de Tabula Rasa, Pärt va aprofundir en el cant gregorià, la música polifònica primitiva i la polifonia del Renaixement, de la qual va trobar molta inspiració per a aquesta simfonia. En fer això, va rebutjar l'estil musical serialista del qual en va ser pioner i va defensar a Estònia i va recórrer a un llenguatge musical molt més dens i minimalista. Finalment, Pärt va completar la simfonia l'any 1971 i la va estrenar a la Sala de Concerts d'Estònia a Tallinn el director estonià Neeme Järvi, a qui la va dedicar, va dirigir l'⁣Orquestra Simfònica Nacional d'Estònia, el 21 de setembre de 1972.

## Estructura
La simfonia està dividida en tres moviments sense títol, interpretats sense pausa. La durada total de la simfonia és d'aproximadament 21 minuts. La llista de moviments és la següent:
- 1. (♩ = 66)
- 2. (𝅗𝅥 = 54-56)
- 3. (𝅗𝅥 = 60)

La simfonia està escrita per a una orquestra simfònica formada per dues flautes, un flautí, tres oboès, tres clarinets en si, un clarinet baix en si, dos fagots, un contrafagot, quatre trompes en fa, quatre trompetes en si, quatre trombons, un tuba, timbals, una celesta, campanes, una marimba, tam-tam i una secció de corda completa. Aquesta simfonia mostra clarament la preocupació del compositor per monodia i la polifonia primerenca, que és característica d'aquest període de transició, però era diferent dels seus períodes anteriors. Utilitza material harmònic i melòdic que intenta assemblar-se a la música del cor dels segles XIV i XV, tot i que no s'utilitzen cites en cap part de la peça.
La simfonia comença amb una melodia lenta interpretada tant pels oboès com pels clarinets i es modula ràpidament a sol sostingut menor. El primer moviment, format per 142 compassos, és el més curt de la simfonia, que està pensada per ser tocada lentament i attacca. El segon moviment comença amb una melodia diferent interpretada per un fagot i els violoncels i, després d'arribar a un clímax que va seguit d'una secció de transició, té una secció solista al costat dels timbals que se suposa que han d'accelerar els ritmes dels timbals per acabar amb un tremolo que condueix al tercer moviment. El segon moviment té 147 compassos en total. Finalment, el tercer moviment alla breve posa fi a la simfonia. Aquest és el moviment més llarg de la simfonia, format per 275 compassos. Pärt va descriure aquesta simfonia en discussions posteriors com una "obra alegre" i va afirmar que no era "el final de la meva desesperació i recerca".

## Enregistraments notables
La següent és una llista dels enregistraments notables d'aquesta composició:
| Director       | Orquestra                                 | Any de gravació | Format |
| -------------- | ----------------------------------------- | --------------- | ------ |
| Neeme Järvi    | Orquestra Simfònica de Bamberg            | 1989            | CD     |
| Neeme Järvi    | Orquestra Simfònica de Göteborg           | 1999            | CD     |
| Takuo Yuasa    | Orquestra de l'Ulster                     | 1999            | CD     |
| Paavo Järvi    | Orquestra Simfònica Nacional d'Estònia    | 2000            | CD     |
| Kristjan Järvi | Orquestra Simfònica de la Ràdio de Berlín | 2010            | CD     |
| Tõnu Kaljuste  | Orquestra Filharmònica NFM Wroclaw        | 2015            | CD     |